# 浅腓骨神経
浅腓骨神経（せんひこつしんけい、[英] superficial peroneal (fibular) nerve、[羅] nervus fibularis superficialis）は下腿を走行する末梢神経のひとつ。

## 走行
腓骨頭を回って下腿前面に出てきた総腓骨神経から分岐し、下腿の前外側を下行する。走行中に腓骨筋群（長腓骨筋、短腓骨筋）に筋枝を出したのち、足背で内側足背皮神経と中間足背皮神経に分かれる。

## 支配筋
- 長腓骨筋
- 短腓骨筋